# جورة ترمس
جورة ترمس (بالفرنسية : Jouret el Termos) هي قرية لبنانية من قرى قضاء كسروان في محافظة جبل لبنان.

## الوقع الجغرافي
تقع القرية على مسافة نحو 40 كيلومترا من العاصمة بيروت. وتقع القرية على ارتفاع 1010 متر فوق مستوى سطح البحر وتغطي حوالي 122 قرية هكتار.

## السكان
عدد سكانها حوالي 660 شخص (تقدير سنة 2004). وكان عدد الناخبين (بما في ذلك غير المقيمين) 728 ناخب (في انتخابات 2005). السكان من المسيحية حصرا ويقيمون الطقوس المارونية.